# حوزه انتخابیه نائین و خور و بیابانک
حوزهٔ انتخابیه نائین و خوروبیابانک یکی از حوزه‌های استان اصفهان برای انتخابات مجلس شورای اسلامی است. این حوزه به مرکزیت نائین ۱ نماینده دارد.این حوزه بزرگترین حوزه انتخابیه استان اصفهان است.
در دوره یازدهم، الهام آزاد، حسین حسنی، قاضوی و فردین، حائز آرا اول تا چهارم شدند. آزاد ، حسنی و فردین سابقه چندین بار کاندیداتوری بودند، اما قاضوی برای دور نخست کاندید شده بود و در رتبه‌های نخست قرار گرفت.

## نمایندگان

### دورۀ دهم
1. عباسعلی پوربافرانی[۲]

### دورۀ یازدهم
1. الهام آزاد

### دورۀ دوازدهم
1. الهام آزاد

## پی‌نوشت و منبع
1. ↑   https://www.khabaronline.ir/news/622408
2. ↑  «فارس گزارش می‌دهد
مجلس دهم در «راند» دوم تکمیل شد/ اصولگرایان و اصلاح طلبان چند کرسی در مجلس آینده دارند؟ + جدول». خبرگزاری فارس. 1392/02/11. بایگانی‌شده از اصلی در 13 سپتامبر 2016. دریافت‌شده در 1395/06/23. تاریخ وارد شده در |بازبینی=،|تاریخ= را بررسی کنید (کمک)

- «جدول حوزه‌های انتخابیه در انتخابات نهمین دورهٔ مجلس شورای اسلامی» (PDF). مرکز پژوهش و سنجش افکار صدا و سیما. بایگانی‌شده از اصلی (PDF) در ۵ اكتبر ۲۰۱۸. دریافت‌شده در ۱۸ مارس ۲۰۱۶. تاریخ وارد شده در |archive-date= را بررسی کنید (کمک)